# Vernárský potok
Vernárský potok je potok na Spiši, na území okresu Poprad. Je to pravostranný přítok Hornádu o celkové délce 13 km. 
Vernárský potok pramení ve Slovenském ráji v nadmořské výšce asi 930 m n. m. na severozápadním svahu Javoriny (její výška je 1 185,6 m n. m.), na území přírodní rezervace Mokrá, která ochraňuje smíšené lesní porosty pralesovitého charakteru. Teče převážně na severoseverovýchod. Za obcí Vernár se prolamuje vápencovými skalami a vytváří území přírodní rezervace Vernárska tiesňava.
Geomorfologické celky, jimiž protéká:
- Spišsko-gemerský kras, podcelek Slovenský ráj,
- Hornádská kotlina, podcelek Vikartovská priekopa.

Na krátkém úseku mezi Hranovnickým plesem a obcí Hranovnica tvoří Vernárský potok hranici mezi Nízkými Tatrami na západě a Slovenským rájem na východě.
Zprava přitéká do Vernárského potoka před vrchem Baba (999,7 m n. m.) Hámorský potok, zleva přtitékají potoky Strateník, Mlynica, Teplý potok a Kotlička.
Vernárský potok ústí do Hornádu severně od obce Hranovnica, u osady Dubina, v nadmořské výšce 592,6 m n. m.